# 犬短吻獅子魚
犬短吻獅子魚，為輻鰭魚綱鮋形目杜父魚亞目獅子魚科的其中一種，分布於西北太平洋的阿留申群島海域，棲息深度244-434公尺，為深海底棲性魚類，體長可達15.9公分，屬肉食性，生活習性不明。

## 擴展閱讀
維基物種上的相關：犬短吻獅子魚